# BeNe League Red 2012/13
Het seizoen 2012/13 was het eerste en enige seizoen van de BeNe League Red, de Belgische competitieronde van de nieuwe opgericht Women's BeNe League, een Belgisch-Nederlandse voetbalcompetitie.

## Algemeen
Acht ploegen werkten een competitie met uit- en thuisduels. De wedstrijden worden gespeeld tot aan de winterstop. Na de winterstop werd verder gespeeld in gemengd Belgisch-Nederlandse competitie: de vier teams die voor de winter als eerste eindigden in de BeNe League Red, gingen verder in de BeNe League A, en de laatste vier in de BeNe League B.
Het zijn deze Belgisch-Nederlandse competitieronden die ook beslisten over de Belgische landstitel, plaatsing voor de volgende editie van de UEFA Women's Champions League en eventuele degradatie naar de Belgische Eerste Klasse.

## Teams
In het debuutseizoen 2012/13 speelden de volgende club in de BeNe League Red:
| Club                 | Plaats       | Stadion                     | Trainer           |
| -------------------- | ------------ | --------------------------- | ----------------- |
| RSC Anderlecht       | Brussel      | Koning Boudewijnstadion B   | Filip De Winne    |
| Club Brugge          | Brugge       | Jan Breydelstadion B        | Marijke Callebaut |
| Beerschot AD         | Antwerpen    | Stadion Kontich             |                   |
| K. Lierse SK         | Lier         | Herman Vanderpoortenstadion | Ives Serneels     |
| OH Leuven            | Leuven       | Gemeentelijk Stadion        | Mario Cassimon    |
| K. Sint-Truidense VV | Sint-Truiden | Stayen                      | Fons Moons        |
| Standard Luik        | Luik         | Stade Maurice Dufrasne      | Patrick Wachel    |
| SV Zulte Waregem     | Waregem      | Regenboogstadion            | Patrick De Cuyper |

## Eindstand
|         | pos | Club                 | GS | W  | G | V  | P  | DV | DT | DS  |
| ------- | --- | -------------------- | -- | -- | - | -- | -- | -- | -- | --- |
| Stabiel | 1.  | Standard Luik        | 14 | 13 | 0 | 1  | 39 | 40 | 6  | +34 |
| Stabiel | 2.  | RSC Anderlecht       | 14 | 8  | 1 | 5  | 25 | 43 | 21 | +22 |
| Stabiel | 3.  | Lierse SK            | 14 | 7  | 2 | 5  | 23 | 26 | 14 | +12 |
| Stabiel | 4.  | Beerschot            | 14 | 6  | 3 | 5  | 21 | 21 | 17 | +4  |
| Stabiel | 5.  | K. Sint-Truidense VV | 14 | 6  | 2 | 6  | 20 | 25 | 19 | +6  |
| Stabiel | 6.  | Club Brugge          | 14 | 5  | 3 | 6  | 18 | 23 | 35 | -12 |
| Stabiel | 7.  | OH Leuven            | 14 | 4  | 1 | 9  | 13 | 10 | 34 | -24 |
| Stabiel | 8.  | SV Zulte Waregem     | 14 | 1  | 0 | 13 | 3  | 11 | 53 | -42 |

## Vervolg
Standard, Anderlecht, Lierse en Beerschot plaatsten zich voor de BeNe League A. De vier laatste speelden verder in de BeNe League B.
 Red: Anderlecht · Beerschot · Club Brugge · Lierse SK · OHL · Sint-Truidense VV · Standard · Zulte Waregem
 Orange: ADO Den Haag · Ajax · PSV/FC Eindhoven · sc Heerenveen · SC Telstar VVNH · FC Twente · FC Utrecht · PEC Zwolle